# Georg von Below
Georg Anton Hugo von Below (19 de janeiro de 1858 em Königsberg - 20 de outubro de 1927 em Badenweiler) foi um historiador constitucional e econômico alemão e um membro influente da União Pan-germânica.

## Visão
Georg von Below foi um dos historiadores conservadores mais proeminentes e controversos de seu tempo e desempenhou um papel importante no debate sobre a abordagem de Karl Lamprecht aos estudos culturais. Sua convicção de que um Estado-nação forte é o objetivo desejável da história porque só ele pode garantir o "bem-estar de seus súditos" levou Below a uma historiografia decididamente crítica. A primeira parte de seu livro, O Estado Alemão da Idade Média, que foi planejada como uma obra padrão, foi, portanto, uma declaração geral com visões diferentes (incluindo a teoria das cooperativas de Otto von Gierke); no entanto, uma segunda parte nunca apareceu.
Com base em sua visão da história, Below, defendeu novamente a tese de Heinrich von Sybel em 1927 na controvérsia fundamental entre Sybel e Julius Ficker, segundo a qual as políticas italianas e imperiais da Idade Média haviam sido fatais porque impediram a formação de um estado-nação alemão.
Hoje, Below é considerado um dos principais representantes de uma ciência histórica alemã metodologicamente e politicamente conservadora, que no final do século XIX e início do século XX conseguiu bloquear inovações metódicas. Ele emergiu como um dos principais adversários de Karl Lamprecht na disputa de métodos da ciência histórica .
Abaixo discutiu intensamente questões metodológicas com Max Weber, o co-fundador da sociologia alemã, que ele tinha em alta estima, pelo que rejeitou a sociologia como uma disciplina especial. Sua crítica de sociologia foi tão longe que ele difamou a instalação das primeiras cadeiras de sociologia depois de 1918 como uma medida para trazer o socialismo. Isso provocou forte controvérsia com Ferdinand Tönnies e Leopold von Wiese.
De acordo com Hermann Aubin, o "idealismo romântico" na visão da história de Below "deriva principalmente de sua religiosidade luterana tradicional e secundariamente de sua consciência nacional, que apesar de sua descendência especificamente prussiana era geralmente alemã".
A partir de 1907, Below também foi politicamente ativo como líder de um grupo livre-conservador. Ele também foi um dos fundadores (com Houston Stewart Chamberlain, Dietrich Schäfer, Heinrich Class e outros) do jornal völkisch e anti-semita da Associação Pan-germânica da Renovação da Alemanha (1917) e permaneceu seu co-editor até pelo menos 1924 inclusive.

## Trabalhos
- Der Ursprung der deutschen Stadtverfassung. Voß, Düsseldorf 1892 (online).
- Die landständische Verfassung in Jülich und Berg bis zum Jahre 1511. Eine verfassungsgeschichtliche Studie. 3 (in 4) Teile. 1885–1891;
  - Teil 1: Die ständischen Grundlagen. Die Vorläufer der landständischen Verfassung. In: Zeitschrift des Bergischen Geschichtsvereins. Bd. 21 = NF Bd. 11, 1885, S. 173–256 (online; selbständig: Voß, Düsseldorf 1885, online);
  - Teil 2: Die Zeit des bergischen Rechtsbuchs. In: Zeitschrift des Bergischen Geschichtsvereins. Bd. 22 = NF Bd. 12, 1886, S. 1–79 (online; selbständig: Voß, Düsseldorf 1886, online);
  - Teil 3: Geschichte der direkten Staatssteuern bis zum geldrischen Erbfolgekrieg. 1. In: Zeitschrift des Bergischen Geschichtsvereins. Bd. 23 = NF Bd. 13, 1887, S. 195–202 (online; selbständig: Voß, Düsseldorf 1890);
  - Teil 3: Geschichte der direkten Staatssteuern bis zum geldrischen Erbfolgekrieg. 2. In: Zeitschrift des Bergischen Geschichtsvereins. Bd. 24 = NF Bd. 14, 1887, S. 39–55 (online; selbständig: Voß, Düsseldorf 1891).
- Das Duell und der germanische Ehrbegriff. Brunnemann, Kassel 1896 (online).
- Das ältere deutsche Städtewesen und Bürgertum (= Monographien zur Weltgeschichte. 6, ZDB-ID 500713-6). Velhagen & Klasing, Bielefeld u. a. 1898 (online).
- Territorium und Stadt. Aufsätze zur deutschen Verfassungs-, Verwaltungs- und Wirtschaftsgeschichte (= Historische Bibliothek. 11, ZDB-ID 986105-1). Oldenbourg, München u. a. 1900 (online; 2., wesentlich veränderte Auflage. ebenda 1923).
- Das parlamentarische Wahlrecht in Deutschland (= Kultur und Leben. Bd. 21, ZDB-ID 256330-7). Curtius, Berlin 1909.
- Der deutsche Staat des Mittelalters. Volume 1[3]: Die allgemeinen Fragen. Quelle & Meyer, Leipzig 1914.
- Die deutsche Geschichtsschreibung von den Befreiungskriegen bis zu unseren Tagen. Geschichte und Kulturgeschichte. Quelle & Meyer, Leipzig 1916.
- Probleme der Wirtschaftsgeschichte. Eine Einführung in das Studium der Wirtschaftsgeschichte. Mohr, Tübingen 1920 (online).
- als Herausgeber mit Hans von Arnim: Deutscher Aufstieg. Bilder aus der Vergangenheit und Gegenwart der rechtsstehenden Parteien. Franz Schneider, Berlin 1925 (3.–5. Tausend als: Deutschnationale Köpfe. Charakterbilder aus der Vergangenheit und Gegenwart der rechtsstehenden Parteien. Franz Schneider, Leipzig 1928).
- Zum Streit um das Wesen der Soziologie. In: Jahrbücher für Nationalökonomie und Statistik. Bd. 69 = 124, Nr. 3/4, 1926, ISSN 0021-4027, S. 218–242, JSTOR 23823283.
- Die italienische Kaiserpolitik des deutschen Mittelalters. Mit besonderem Hinblick auf die Politik Friedrich Barbarossas. Ein Beitrag zur Frage der historischen Urteilsbildung (= Historische Zeitschrift. Beiheft. 10). Oldenbourg, München u. a. 1927.